# Ole Søltoft
Ole Søltoft, född 8 januari 1941 i Kolding, död 9 maj 1999 i Köpenhamn, var en dansk skådespelare.

## Biografi
Han studerade vid Privatteatrenes elevskola 1960–1962. Søltoft medverkade i flera danska gladporrfilmer under 1960- och 1970-talen. Han hade själv aldrig sex i filmerna. Søltoft var gäst i TV-programmet Fräcka fredag 1988 eftersom filmerna som han medverkat i fortfarande var de populäraste uthyrningsfilmerna. I filmerna fick han ofta spela blyg och bortkommen med oväntad stor framgång hos kvinnorna. Søltoft tog senare avstånd från utvecklingen till en råare ton i de pornografiska filmerna. Han avled av en blodpropp.

## Filmografi i urval
- 1965 – Sjutton
- 1966 – Tagsten
- 1966 – Vår fantastiska dadda
- 1970 – Sången om den röda rubinen
- 1970 – Mazurka på sängkanten
- 1971 – Det tänder på sängkanten
- 1971 – Dagmars heta trosor
- 1972 – Rektorn på sängkanten
- 1973 – I jungfruns tecken
- 1973 – Romantik på sängkanten
- 1974 – I tjurens tecken
- 1975 – Champagnegalopp
- 1975 – Full fräs på sängkanten
- 1975 – I tvillingarnas tecken
- 1976 – Hoppla på sängkanten
- 1976 – I lejonets tecken
- 1976 – Full fräs ombord  (Sjömannen på sängkanten)
- 1977 – I skorpionens tecken
- 1977 – Mazurkavals till sjöss
- 1978 – I skyttens tecken